# Ai yori aoshi
Ai Yori Aoshi (jap. 藍より青し) – manga napisana i zilustrowana przez Kou Fumizuki, wydawana od 1998 do 2005 roku w należącym do Hakusensha magazynie „Young Animal”. Opowiada historię miłości dwójki bohaterów, którzy nie widzieli się od lat, ale w dzieciństwie byli przyjaciółmi. 
Na podstawie mangi w 2002 roku J.C.Staff stworzyło anime, a w 2003 jego kontynuację Ai Yori Aoshi: Enishi (jap. 藍より青し ～縁～). 

## Fabuła
Kaoru i Aoi znają się od dzieciństwa. Należąc do dwóch wielkich rodzin japońskich. Byli wychowywani bardzo tradycyjnie. Rodziny te bardzo wcześnie zdecydowały o przyszłości swoich pociech, już wtedy planując ich przyszłe małżeństwo. Niestety dzieci, które bardzo się polubiły, zostały rozdzielone, ponieważ Kaoru, jako przybrany członek rodziny Hanabishi, nie mogąc znieść bardzo ostrego traktowania go przez przybranego dziadka, uciekł. Tym samym został odtrącony, a przyszłe zaręczyny zostały odwołane. Chłopak rozpoczął nowe, skromne i samotne życie, natomiast Aoi przyrzekła sobie, że jak dorośnie, wbrew wszystkim, zostanie jego żoną.
Minęło kilka lat i Aoi przyjechała do Tokio, aby odnaleźć swego wymarzonego wybranka. Spotykają się przypadkiem na stacji metra, nie poznając się. Kaoru jest bardzo miły i uprzejmy. Próbuje pomóc dziewczynie odnaleźć miejsce, w którym mieszkać ma jej przyszły narzeczony. Nie udaje mu się, więc zaprasza nieznajomą do siebie i tam odkrywają, że to właśnie on jest tym, którego szukała Aoi. Początkowo chłopak nie bardzo wie jak się zachować w stosunku do dziewczyny, która go kocha, mimo faktu, iż minęło kilka ładnych lat od ich ostatniego spotkania. A jednak cieszyłby się, gdyby taka ładna i miła dziewczyna jak Aoi mogła z nim zostać.
Nie wszystko jednak układa się po ich myśli. Miyabi Kagaurazawa, która z polecenia rodziców Aoi pilnuje, aby dziewczyna nie popełniła jakiegoś głupstwa, jest daleka od pozwolenia dziewczynie wysoko urodzonej, na spotykanie się z kimś tak nieważnym jak biedny student, którym jest w tej chwili Kaoru. Aoi jest jednak nieustępliwa i w końcu nawet jej matka zgadza się na ich wspólne zamieszkanie, pod pewnymi warunkami. Kaoru i Aoi przenoszą się do wielkiej posiadłości, którą nadzoruje Miyabi. Wkrótce w domu tym zaczną pojawiać się różne ciekawe osobniczki płci pięknej, które naszego bohatera bardzo polubią, może nawet bardziej niż będą to w stanie przyznać, Kaoru i Aoi będą zbliżać się coraz bardziej do siebie, a dom stanie się świadkiem bardzo wielu zabawnych zdarzeń.
Miyabi Kagurazawa opiekuje się Aoi od dzieciństwa i dobrze wie jak ważny dla niej jest Kaoru, ale jest również lojalna w stosunku do jej rodziny. Z początku jest więc bardzo ostra dla chłopca, jednak z czasem jej powierzchowny chłód ustępuje miejsca dobremu sercu. Pierwszą lokatorką nowego domu staje się Amerykanka Tina Foster. Razem z Kaoru należy do uniwersyteckiego klubu fotograficznego. Uwielbia zwierzęta, podróżuje po świecie i skrzętnie uwiecznia swoich ulubieńców na kliszy fotograficznej. Ma bardzo otwarte usposobienie, co jest często kłopotliwe dla jej przyjaciół. Lubi przyjęcia, podczas których dużo pije i w konsekwencji doprowadza do różnych kłopotliwych sytuacji. Zaraz po niej, do domu wprowadza się druga koleżanka Kaoru, wciągnięta do klubu fotograficznego, przez jego szefa, który uwielbia cosplaye. Taeko Minazuki jest osobą mało rozgarniętą i do tego niezdarną, ale wszystko nadrabia ciężką pracą i nigdy się nie poddaje. Kolejną zakochaną w Kaoru jest młodsza od niego o kilka lat Mayu Miyuki. Zna go od dawna i wiele dla niej znaczy, ponieważ dużo dla niej zrobił w przeszłości. Jest bardzo niecierpliwa i pewna siebie. Za wszelką cenę chce zaimponować Kaoru i początkowo tępi wszelką konkurencję. Często też kłóci się z Tiną, która także ma wiele z jej cech. Ostatnią, najmłodszą osobą, która pojawia się w posiadłości, jest kuzynka Taeko – Chiko Minazuki. Jest wesołą uczennicą gimnazjum, pozytywnie nastawioną do życia i mocno stąpającą po ziemi. Tak jak Taeko ciężko pracuje i właściwie jest bardzo dobra we wszystkim co robi.

## Lista odcinków
1. Fate (縁 / Yhteys / Enishi)
2. Supper (夕餉 / Ilta / Yuuge)
3. Separation (別離 / Eroaminen / Wakare)
4. Living Together (同棲 / Asutaan yhdessä / Dousei)
5. Old Friend (朋友 / Vanha ystävä / Houyuu)
6. Family Tradition (家道 / Talon tavat / Kadou)
7. Spiritual Illusion (幻妖 / Harhaanjohtava aave / Gen`you)
8. Cherished Treasure (愛玩 / Hellyys / Aigan)
9. One Night (一夜 / Yksi yö / Hitoyo)
10. Place of Learning (学舎 / Koulu / Manabiya)
11. Debutante (子女 / Lapset / Shijo)
12. Kiss (接吻 / Suudelma / Seppun)
13. Star Festival (星祭 / Tähtifestivaali / Hoshimatsuri)
14. Servant (賄 / Huolenpito / Makanai)
15. Feelings of the Heart (胸懐 / Tunteet / Kyoukai)
16. Shores (渚 / Ranta / Nagisa)
17. Waves (漣 / Veden väreet / Sazanami)
18. Bedsharing (同衾 / Nukutaan yhdessä / Doukin)
19. Lap Pillow (膝枕 / Nukkua toisen sylissä / Hizamakura)
20. Cure (癒 / Paraneminen / Iyashi)
21. Influenza (風気 / Tuttu tuoksu / Fuuki)
22. Going Home (帰省 / Kotiinpaluu / Kisei)
23. Determination (決意 / Päätös / Ketsui)
24. Aoi (葵 / Aoi)